# Fellner e Helmer
Fellner e Helmer era uno studio di architettura fondato nel 1873 dagli architetti austriaci Ferdinand Fellner ed Hermann Helmer.
Hanno progettato oltre 200 edifici (principalmente teatri dell'opera e condomini) in tutta Europa tra la fine del XIX secolo e l'inizio del XX secolo, che hanno contribuito a legare insieme l'impero austro-ungarico e a consolidare Vienna come centro culturale. Mentre la maggior parte del lavoro si trova nell'ex impero austro-ungarico, altri possono essere trovati dalla Svizzera all'odierna Ucraina. Tra i più frequenti collaboratori nelle opere d'arte integrate esterne e interne figurano Gustav Klimt, Hans Makart, Theodor Friedl ed altri artisti importanti.

## Teatri di Ferdinand Fellner

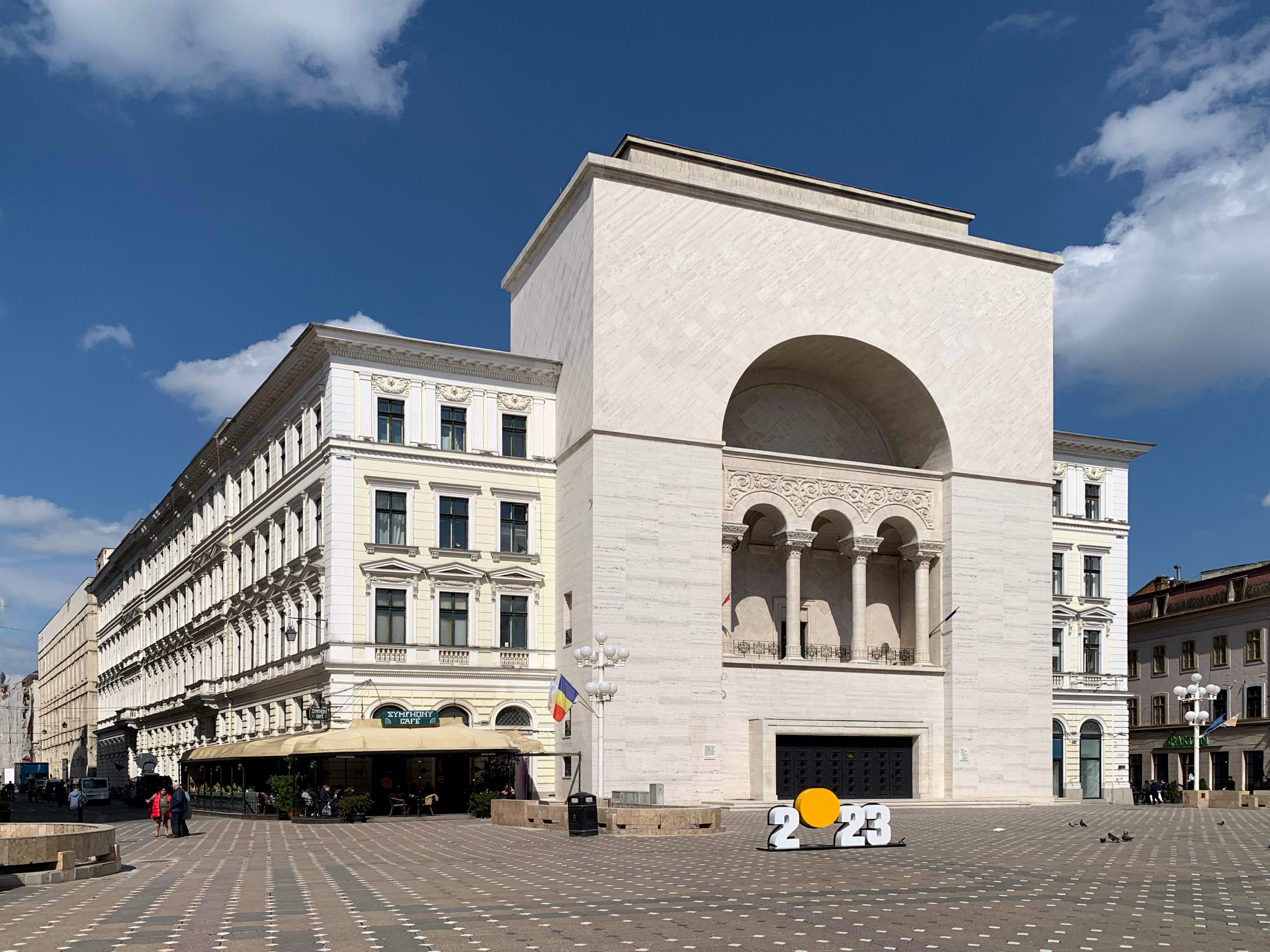
Teatro Nazionale di Timișoara, Austria-Ungheria, ora Romania. Solo le ali laterali sono state restaurate secondo il disegno originale.

- 1871–72 Wiener Stadttheater, Vienna, Austria, (distrutto da un incendio nel 1884). Con Ferdinand Fellner il Vecchio.
- 1871–75 Opera Nazionale Rumena di Timișoara, Romania. Con Ferdinand Fellner il Vecchio.

## Teatri progettati da Fellner e Helmer
Fonte dei progetti:
- 1874–75 Népszínház, Budapest, Ungheria (demolito nel 1965)
- 1881–82 Teatro Mahen a Brno, Repubblica Ceca, (il primo teatro in Europa con illuminazione elettrica)
- 1881–83 "Stadttheater" a Liberec, Repubblica Ceca
- 1882–83 Teatro Nazionale di Szeged, Ungheria
- 1883–85 Teatro Nazionale Croato a Fiume, Croazia
- 1884–86 Teatro di Karlovy Vary, Repubblica Ceca
- 1884–87 Teatro dell'Opera, Odessa, Ucraina
- 1885–86 Teatro Nazionale Slovacco (come "Teatro Königliches Freistädtisches"), Bratislava, Slovacchia, 1886
- 1886–87 Opera di Stato di Praga (come "Neues Deutsches Theater"), Praga, Repubblica Ceca
- 1887–88 Ronacher, Vienna, Austria (modificato dopo l'incendio)
- 1888–89 Volkstheater (precedentemente Deutsches Volkstheater), Vienna, Austria
- 1890–91 Teatro dell'Opera, Zurigo, Svizzera
- 1891-92 Komische Oper di Berlino, Germania
- 1892-93 Teatro di Stato a Salisburgo, Austria
- 1892–94 Hessisches Staatstheater Wiesbaden, Germania
- 1893–95 Tonhalle, Zurigo, Svizzera
- 1894–95 Teatro Nazionale Croato a Zagabria, Croazia
- 1894–96 Teatro Nazionale di Iaşi, Romania
- 1895–96 Vígszínház a Budapest, Ungheria
- 1895–96 Teatro Katona József, Kecskemét, Ungheria
- 1896–97 Konzerthaus Ravensburg, Germania
- 1898–99 Opernhaus a Graz, Austria
- 1898–99 Stadttheater a Berndorf, Austria
- 1899–00 Teatro Nazionale di Oradea, Oradea, Romania
- 1899–00 Deutsches Schauspielhaus, Amburgo, Germania
- 1901–02 Stadttheater Fürth, Germania
- 1902 Theater an der Wien, Vienna, Austria (modificato 1960-1961)
- 1903–04 Teatro Wilam Horzyca, Toruń, Polonia
- 1904–05 Teatro a Černivci, Ucraina
- 1904–06 Teatro Nazionale Ivan Vazov, Sofia, Bulgaria
- 1904–06 Teatro Nazionale di Cluj-Napoca, Cluj-Napoca, Romania
- 1906–07 Teatro a Jablonec nad Nisou, Repubblica Ceca
- 1906–07 Stadttheater Gießen, Germania
- 1906–09 Teatro a Mladá Boleslav, Repubblica Ceca
- 1908–09 Stadttheater, Baden bei Wien, Austria
- 1909–10 Stadttheater a Klagenfurt, Austria (espansione 1996-98 di Günther Domenig)
- 1909–10 Teatro Adam Mickiewicz, Cieszyn, Polonia
- 1910–13 Wiener Konzerthaus, Vienna, Austria
- 1911–13 Akademietheater, Vienna, Austria

## Altri edifici

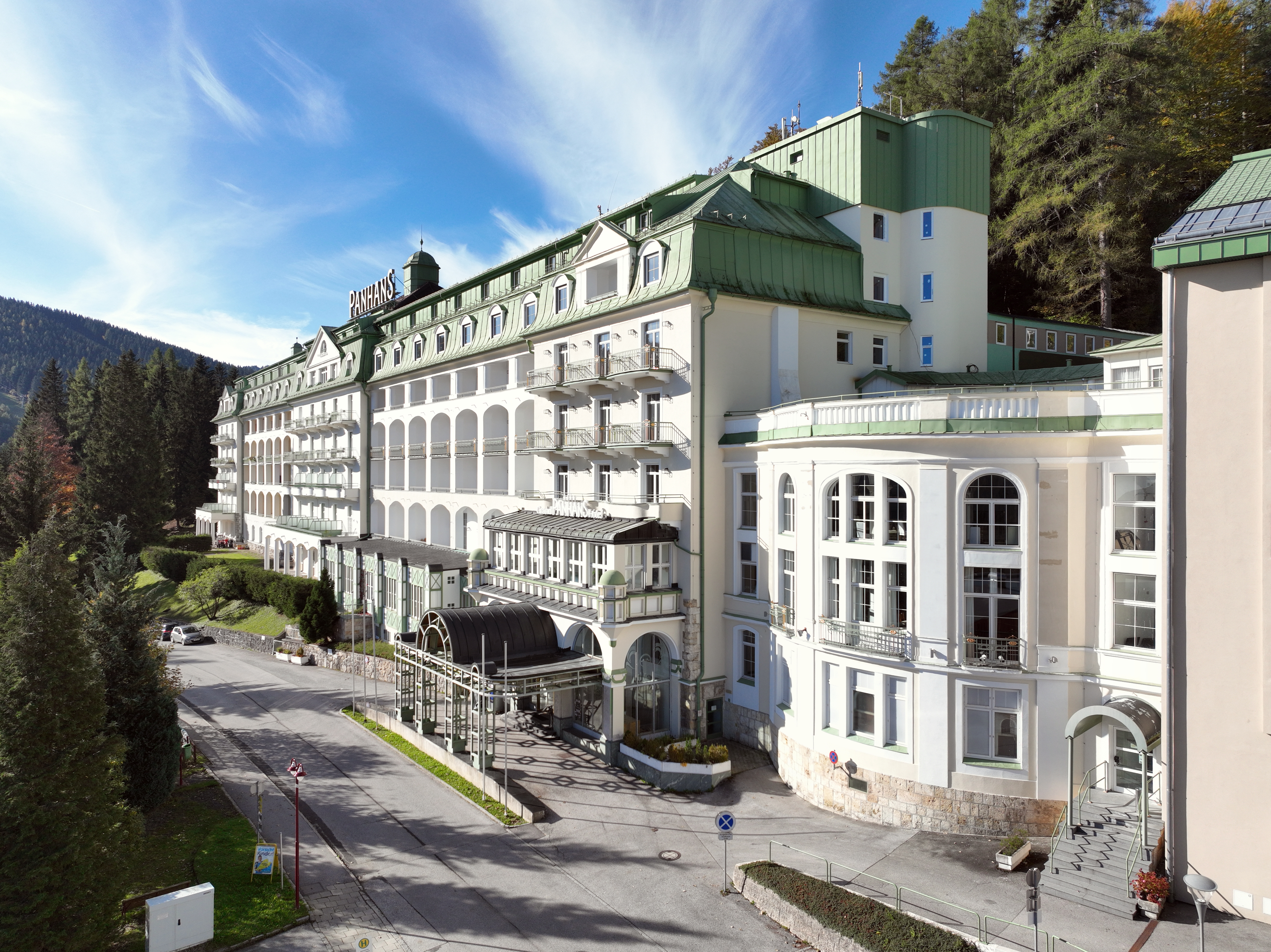
Hotel Panhans di Semmering (1913)

- 1881 Palazzo István Károlyi o Károlyi-Csekonics, Múzeum utca 17 nel Distretto dei palazzi di Budapest, Ungheria
- 1885 Palazzo Modello in Rijeka, Croazia
- 1894 Palazzo Rothschild, Prinz-Eugen-Straße, Vienna, Austria
- 1894–95 Palais Lanckoronski, Vienna, Austria
- 1897 Castello, Žinkovy, Repubblica Ceca
- 1897–1898 Casinò Noble, Leopoli, Ucraina
- Colonnade Park (ceco: Sadová kolonáda), Karlovy Vary, Repubblica Ceca
- Grandhotel Pupp, Karlovy Vary, Repubblica Ceca
- Hotel Slovan (come "Hotel Waldeck", 1893) a Plzeň, Repubblica Ceca
- Bagno imperiale (Bagno I), Karlovy Vary, Repubblica Ceca
- Market Colonnade, Karlovy Vary, Repubblica Ceca
- Padiglione d'Arte a Zagabria, Croazia, 1898[3]
- Palazzo di Giustizia, Suceava, Romania, 1885
- 1898–1900 Palazzo Goetz a Brzesko, Polonia
- 1899–1900 Hotel George, Leopoli, Ucraina
- Palazzo Potocki, Antoniny, Ucraina
- Villa, 20 Mickiewicza Street a Toruń, Polonia
- Semmering (Niederösterreich): Hotel Panhans
- Semmering (Niederösterreich) - Dipendenza Waldesruhe 1908
- Semmering (Niederösterreich) - Dépendance Fürstenhof
- Grande magazzino Kastner & Öhler a Graz (1914)

## Teatri di Fellner e Helmer

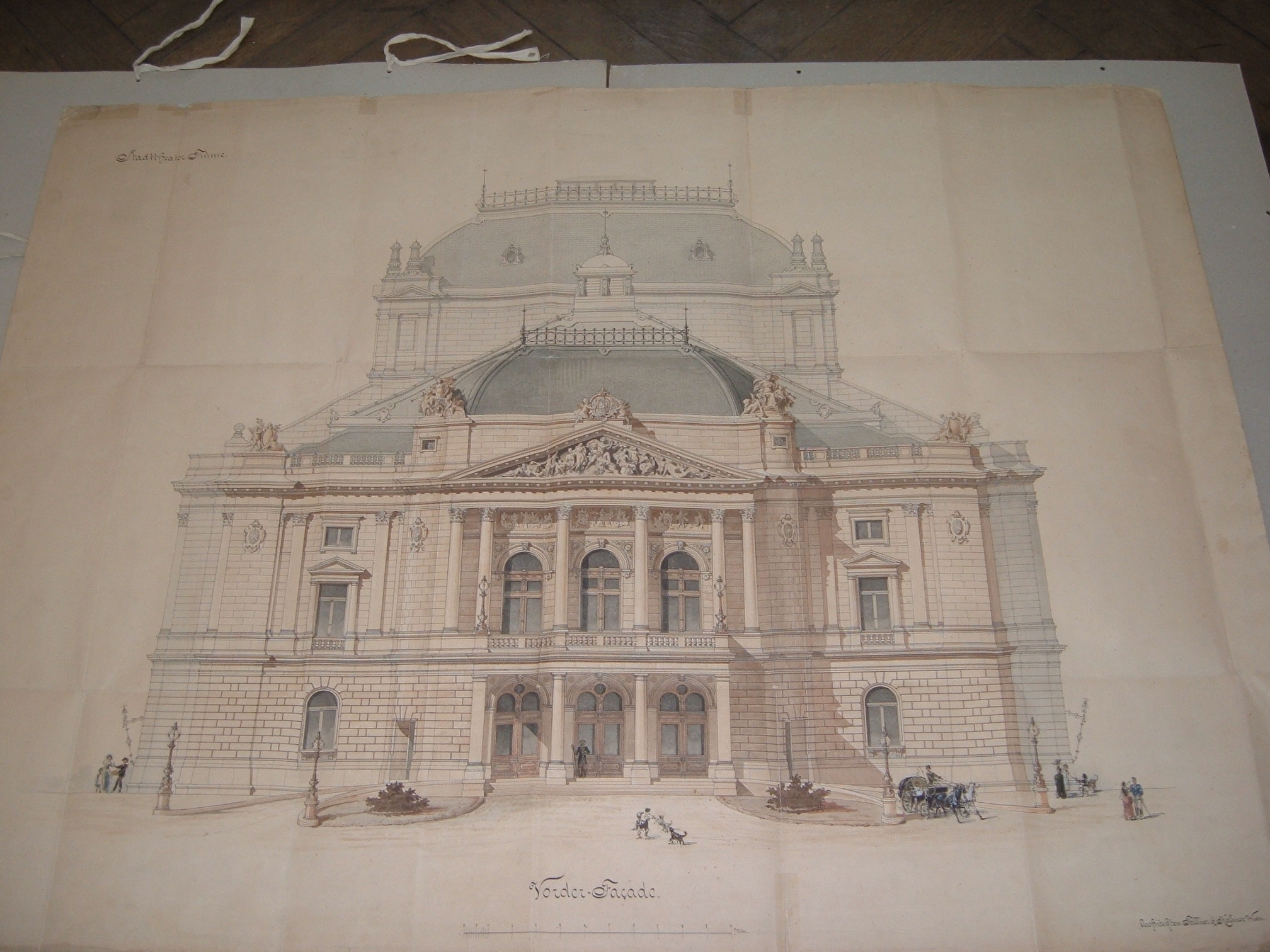
Progetto originale della facciata ovest del teatro di Fiume (1882)
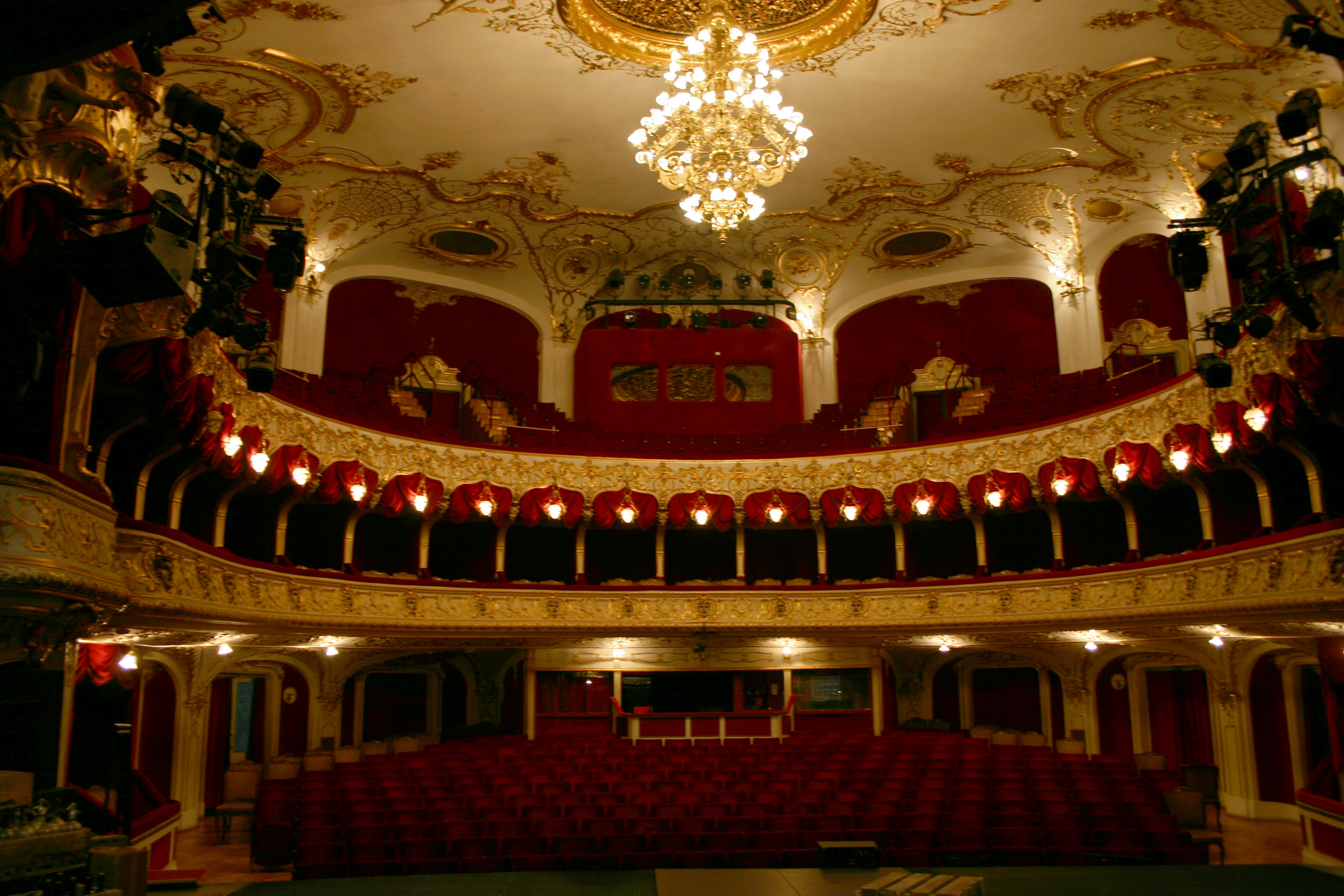
Auditorium del teatro Katona József
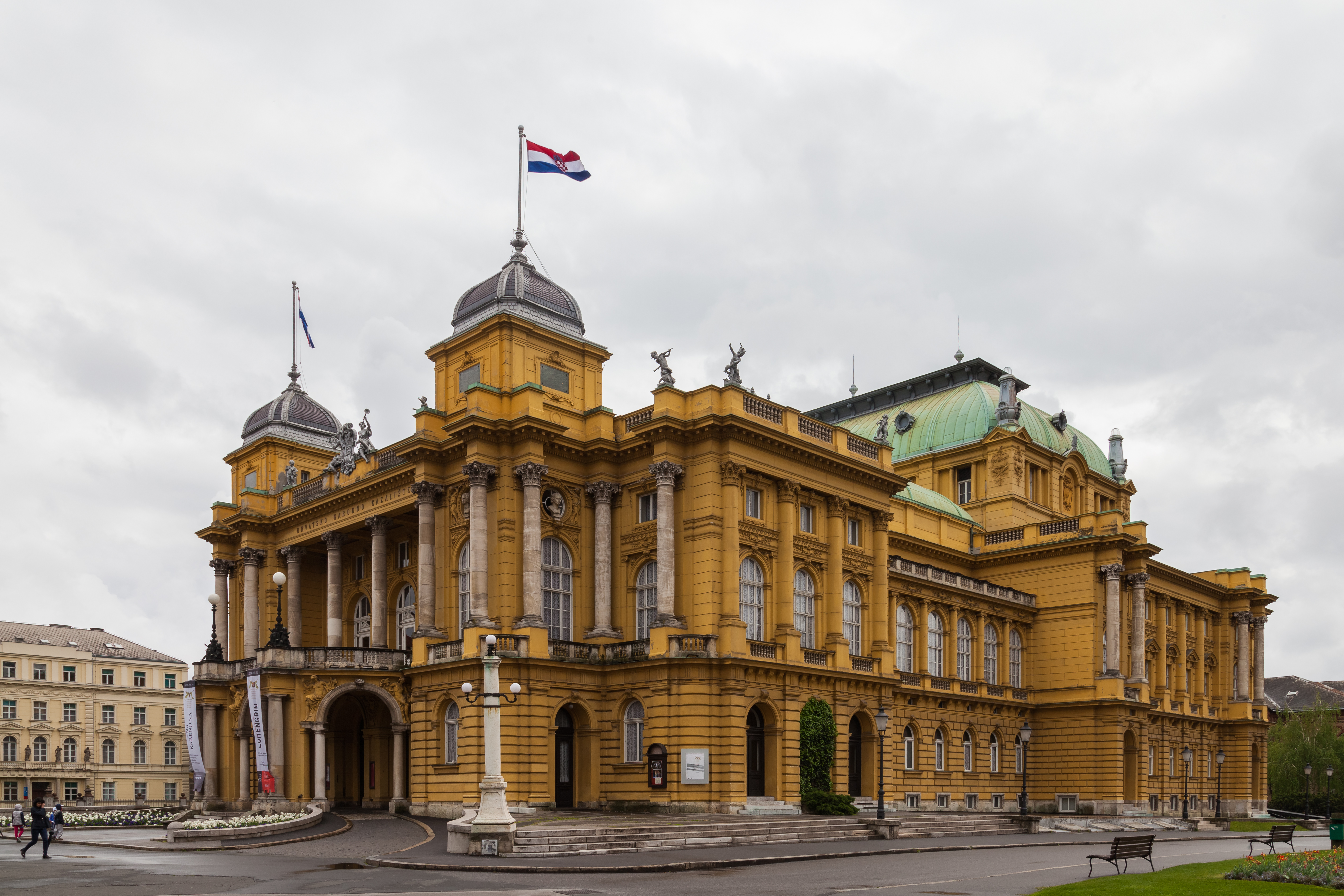
Teatro Nazionale Croato a Zagabria
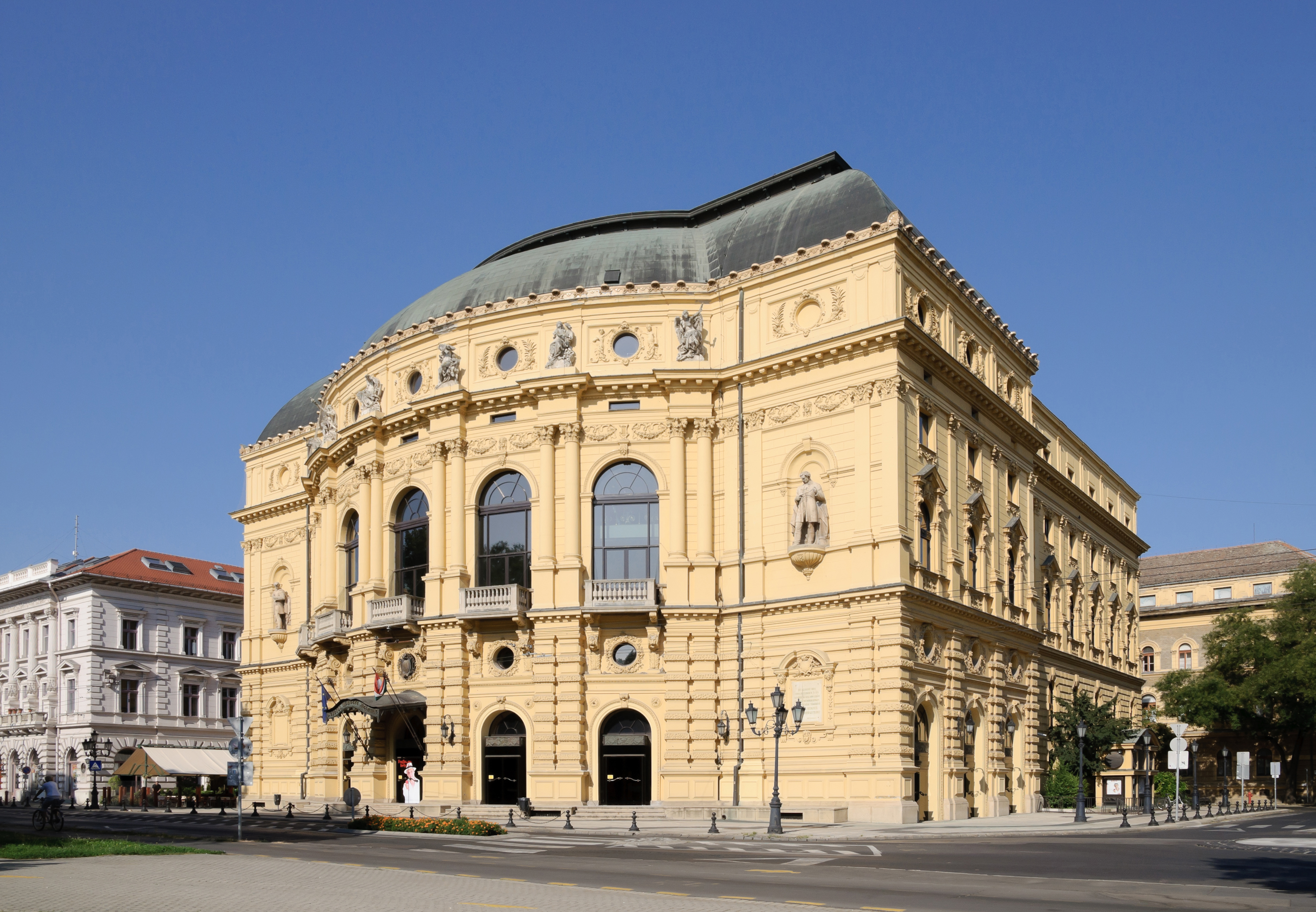
Teatro nazionale di Seghedino, (1883)
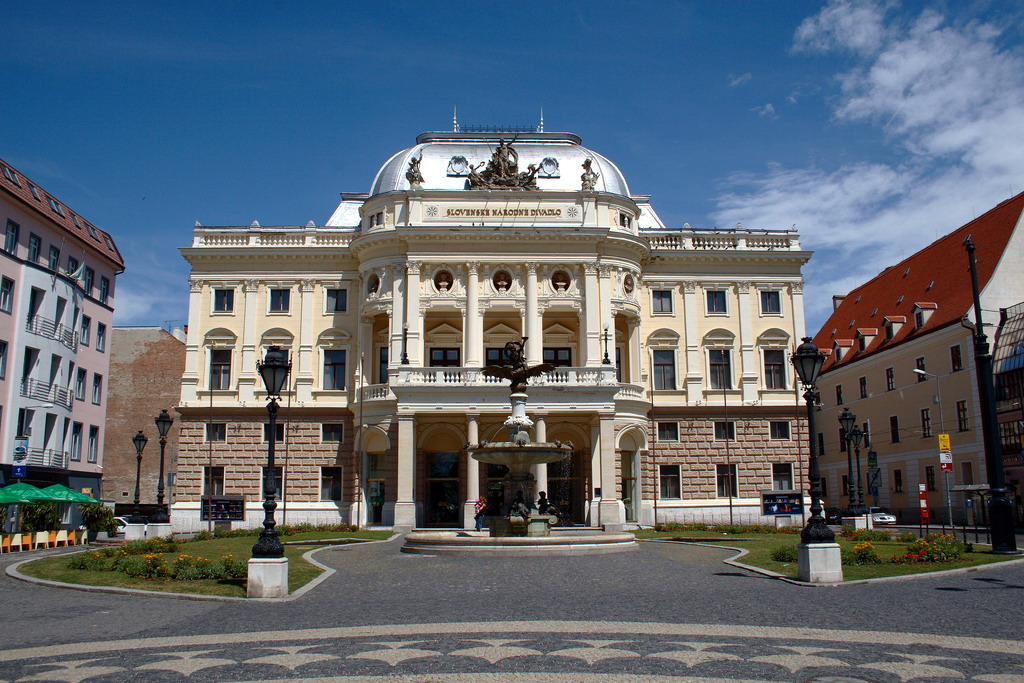
Teatro Nazionale Slovacco, Bratislava, (1885-86)
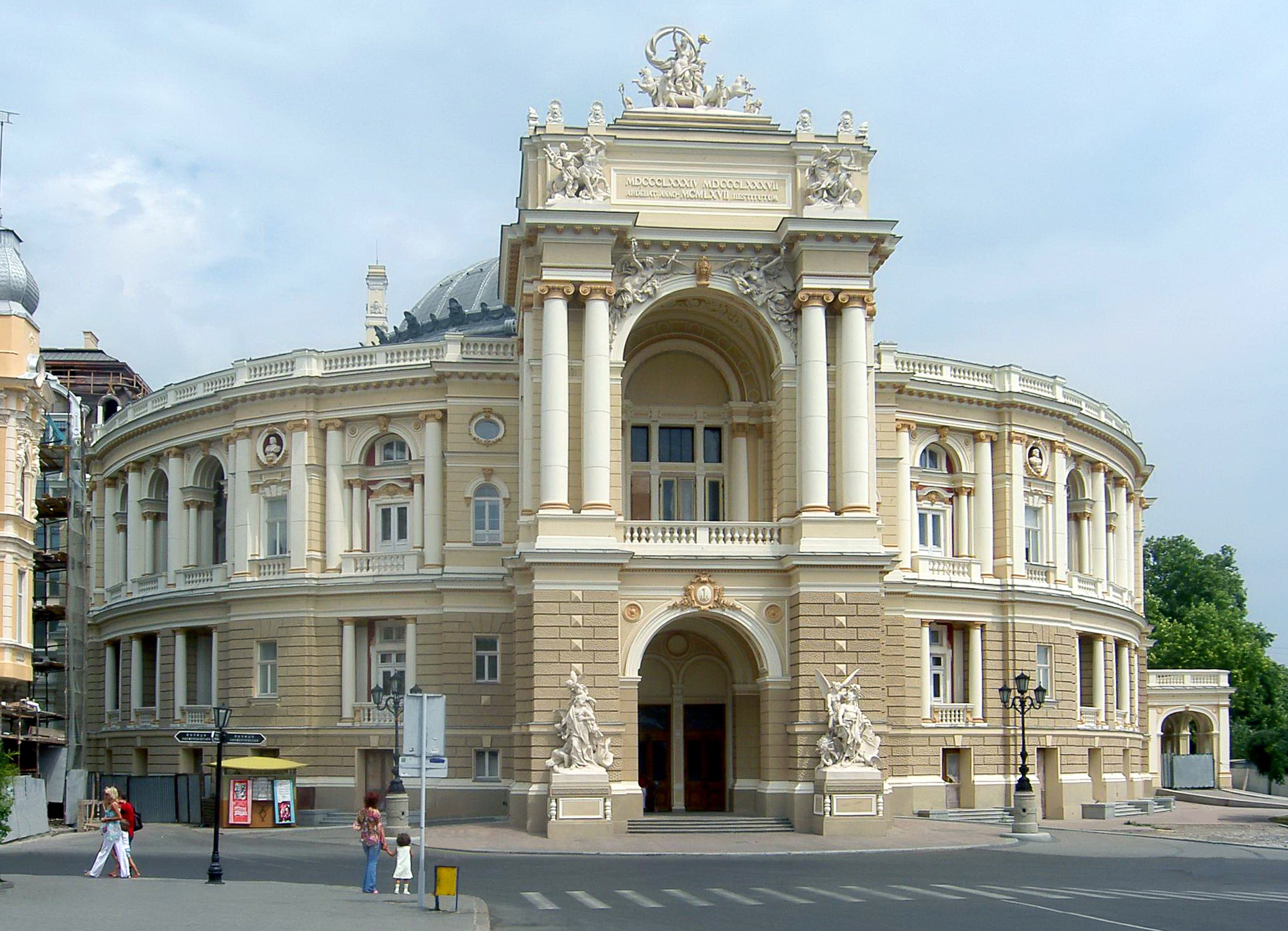
Teatro Nazionale di Odessa (1887)
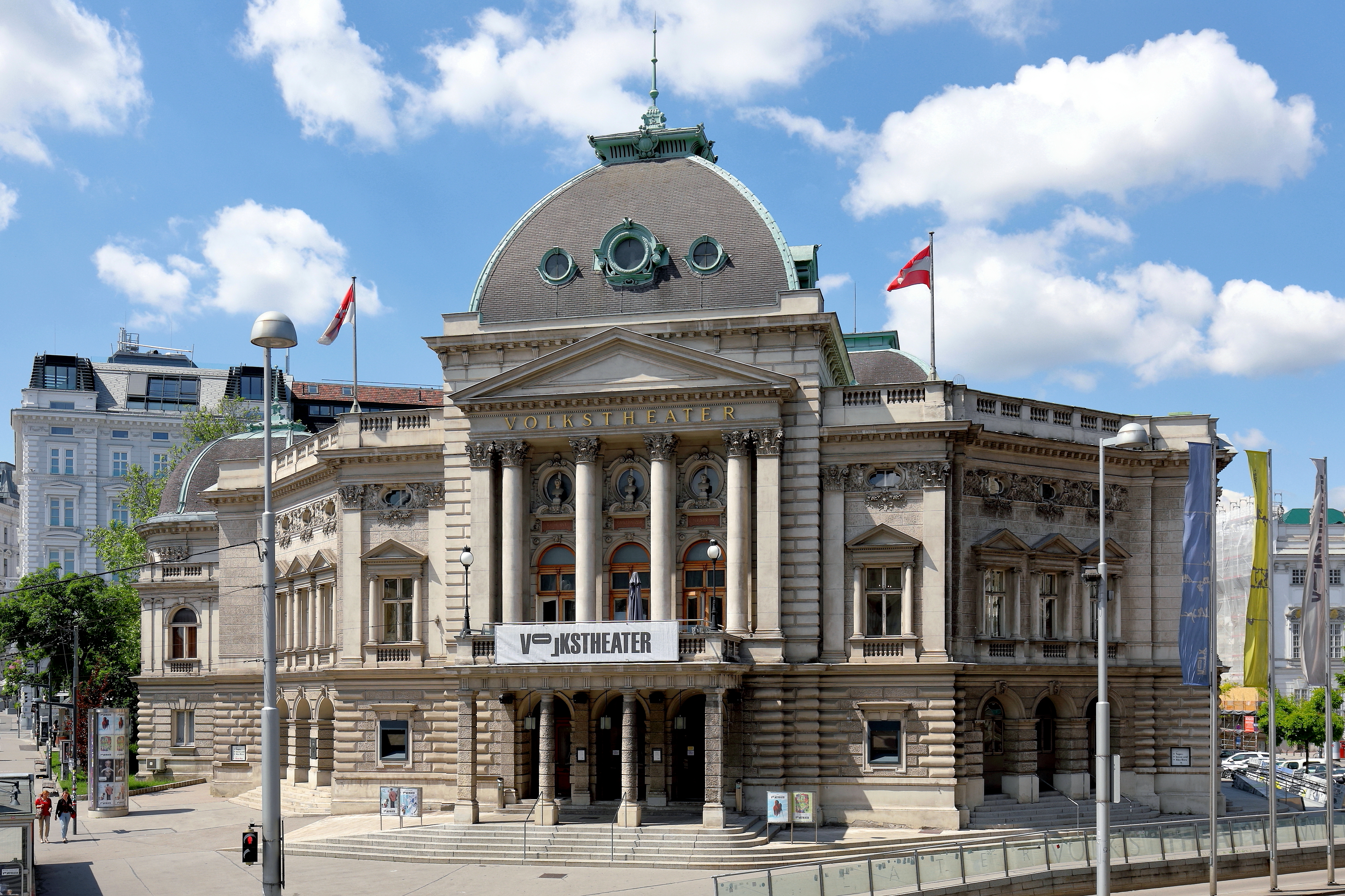
Volkstheater di Vienna, (1889)
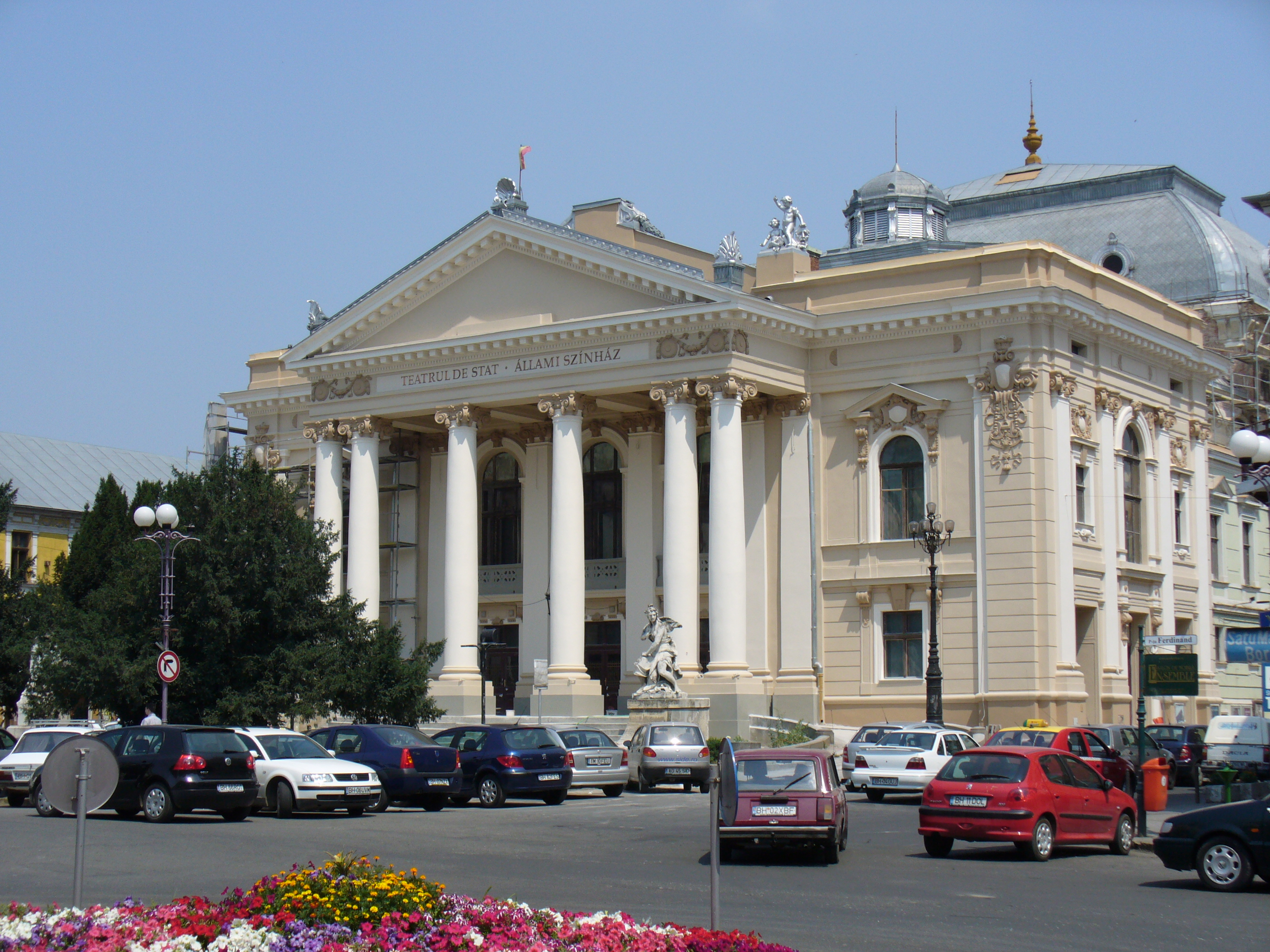
Teatro Nazionale di Oradea, (1900) in Austro-Ungheria, ora Romania
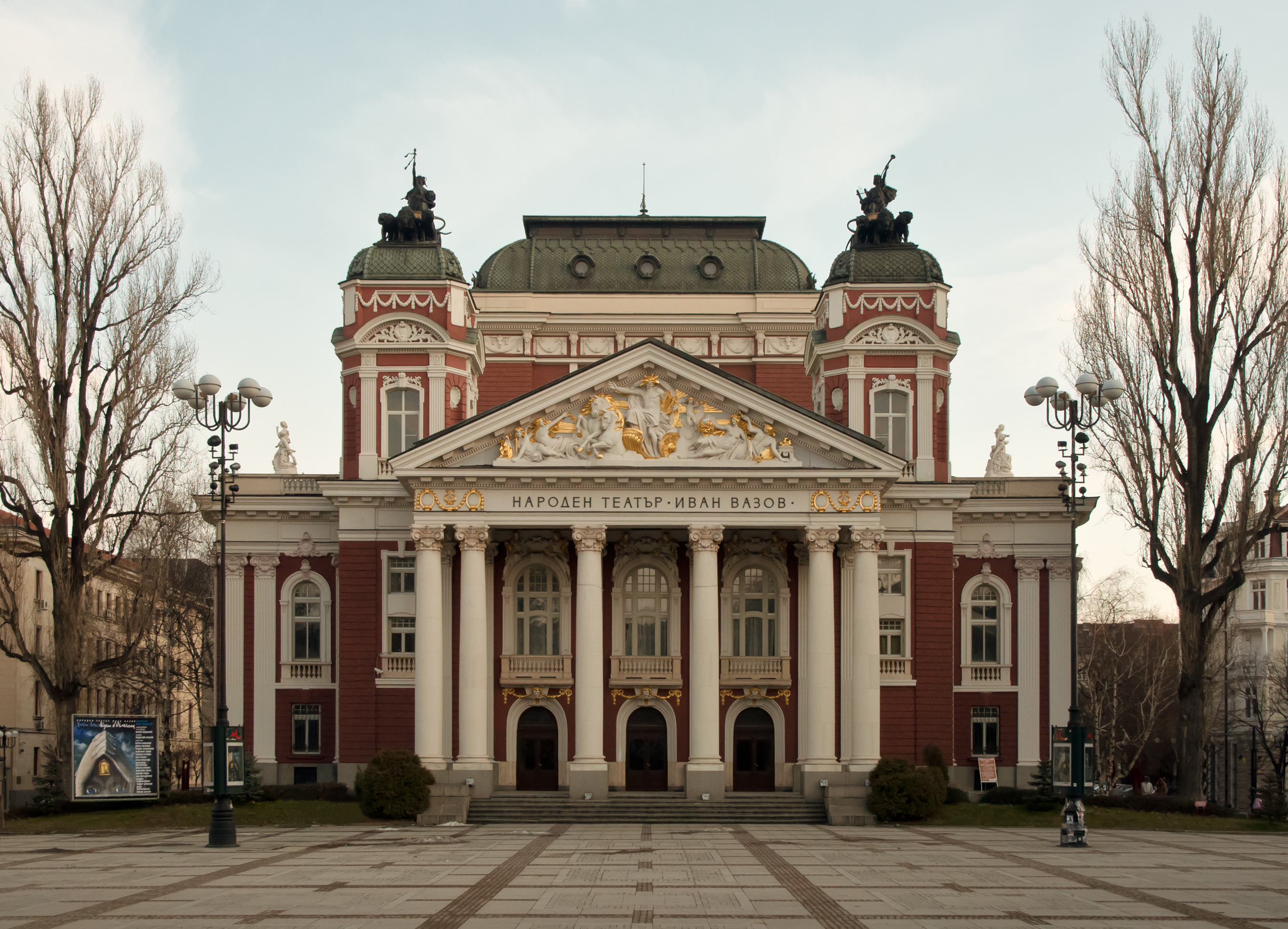
Teatro Nazionale Ivan Vazov a Sofia, Bulgaria (1906)